# 宽叶羊角芹
宽叶羊角芹（学名：Aegopodium latifolium）是伞形科羊角芹属的植物，並且是羊角芹屬的模式種。

## 分佈
廣泛分布于歐亞大陸的溫帶地區，並傳入北美、日本、澳洲、紐西蘭、不列顛群島等地成為入侵種。生长于海拔1,000米的地区，多生在山麓草丛湿润处。

## 生態關係
有些蛾的幼蟲會以寬葉羊角芹作為食草。

## 與人類的關係
是一種野菜，在歐洲從古代到中世紀都一直在採食。
已人工引种栽培作觀賞用。